# Taniec irlandzki

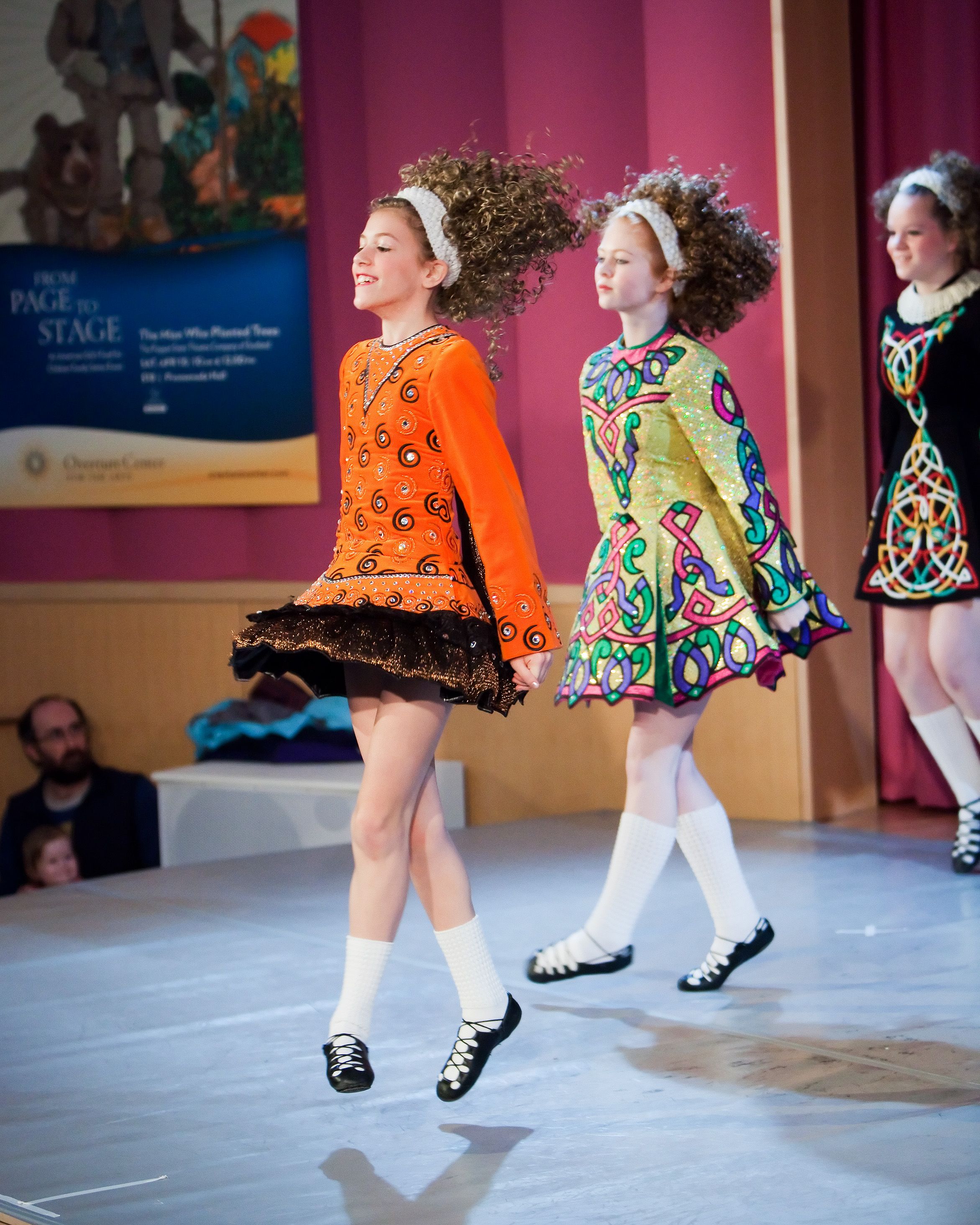
Tancerki podczas tańca irlandzkiego

Taniec irlandzki (ang. Irish dance; irl. damhsa Gaelach) – grupa tradycyjnych form tanecznych pochodzenia irlandzkiego.

## Historia
Nie ma dokładnych informacji, kiedy taniec irlandzki miał swój początek, ale pierwsze wzmianki o nim można szacować na ok. 300 r. p.n.e. w momencie przybycia Celtów do Irlandii. Wśród pierwszych praktykujących byli druidzi odprawiający swoje religijne rytuały.
Taniec ten zanikł w okresie najazdu wikingów, kolejne wzmianki pojawiają się dopiero w XVI wieku. Przypuszcza się, że w tym okresie na rozwój tańca wpływ miała również kultura francuska i angielska. Zapisy o tańcu można znaleźć w notatkach władców angielskich odwiedzających wyspę. W okresie tym przewidywane były jednak kary za kultywowanie tradycji irlandzkiej oraz zakaz grania na uilleann pipes.
W XVIII wieku pojawiali się wędrowni nauczyciele tańca. Przebywając po kilka tygodni w irlandzkich wioskach dawali lekcje tańca. W tym okresie uformowało się ostatecznie wiele wersji tańców.

### Komisja Tańca Irlandzkiego
W 1893 roku w Dublinie powstała Liga Gaelicka (irl. Conradh na Gaeilge) promująca irlandzką kulturę w tym i taniec, natomiast pod koniec lat 20. XX wieku powstała Komisja Tańca Irlandzkiego (irl. An Coimisiun Le Rinci Gaelacha), której głównym celem była promocja tańca. Wtedy też powstały standardy nauczania i sędziowania zawodów.
Corocznie odbywają się międzynarodowe zawody o tytuł mistrza świata oficjalnie organizowane przez Komisję Tańca Irlandzkiego. Pierwsze zawody na skalę światową miały miejsce w 1970 roku.

## Charakterystyka
Wyróżnia się trzy podstawowe formy tańca irlandzkiego:
- grupowe – w której bierze udział dwóch (line), trzech (long) lub czterech (round) tancerzy,
- solowe – w której można wyróżnić step irlandzki (tap dance) i taniec w miękkich butach (soft shoe),
- setowe – w której można wyróżnić dwa układy: cztery pary tancerzy tańczące para naprzeciw pary lub dwa szeregi tancerzy tańczących naprzeciw siebie, gdzie na jednego mężczyznę przypada jedna kobieta.

W każdym układzie tancerze wykonują formy taneczne między innymi takie jak: reel, jig, polka, step dance czy hornpipe.
Taniec irlandzki charakteryzuje się również specjalnym strojem. Początkowo tańczono w strojach domowych, z czasem stroje były urozmaicane. Współczesny strój damski składa się ze spódnicy z fałdami oraz gorsetu lub tylko z jednoczęściowego kostiumu, męski natomiast z prostych spodni, koszuli oraz marynarki. Stroje te posiadają różnego rodzaju zdobienia nawiązujące do irlandzkich tradycji. Kostiumy te jednak ulegają ciągłym modyfikacjom i mogą być bardzo zróżnicowane w zależności od formy, miejsca czy sposobu wykonywania tańca i istnieje tutaj pewna dowolność w jego doborze.